# بل و سباستین (مجموعه تلویزیونی)
بل و سباستین (فرانسوی: Belle et Sébastien‎) نام یک مجموعهٔ تلویزیونی فرانسوی است که در ۴ فصل، از سال ۱۹۶۵ تا ۱۹۶۸ میلادی به روی آنتن رفت.
این سریال بر پایهٔ رمانی به همین نام ساخته شد و دربارهٔ پسرکی به نام «سباستین» و سگش «بل» است که در کوه‌های پیرنه زندگی می‌کنند.
این مجموعه تلویزیونی، در سال ۱۳۵۰ خورشیدی، با دوبلهٔ فارسی از تلویزیون ملی ایران پخش شد.